# Bílá Voda
Bílá Voda (Duits: Weißwasser) is een Silezische gemeente in de Tsjechische regio Olomouc, en maakt deel uit van het district Jeseník. Bílá Voda telt 337 inwoners (2023).
Bílá Voda was tot 1945 een plaats met een overwegend Duitstalige bevolking. Na de Tweede Wereldoorlog werd de Duitstalige bevolking verdreven.

## Geschiedenis
- 1532 – De eerste schriftelijke vermelding van Bílá Voda.
- 1996 – De gemeente Bílá Voda wordt administratief overgeheveld van het district Šumperk naar het nieuw gevormde district Jeseník.[1]

Bělá pod Pradědem ·
Bernartice ·
Bílá Voda ·
Černá Voda ·
Česká Ves ·
Hradec-Nová Ves ·
Javorník ·
Jeseník ·
Kobylá nad Vidnavkou ·
Lipová-lázně ·
Mikulovice ·
Ostružná ·
Písečná ·
Skorošice ·
Stará Červená Voda ·
Supíkovice ·
Uhelná ·
Vápenná ·
Velká Kraš ·
Velké Kunětice ·
Vidnava ·
Vlčice ·
Zlaté Hory ·
Žulová